# Waegwan

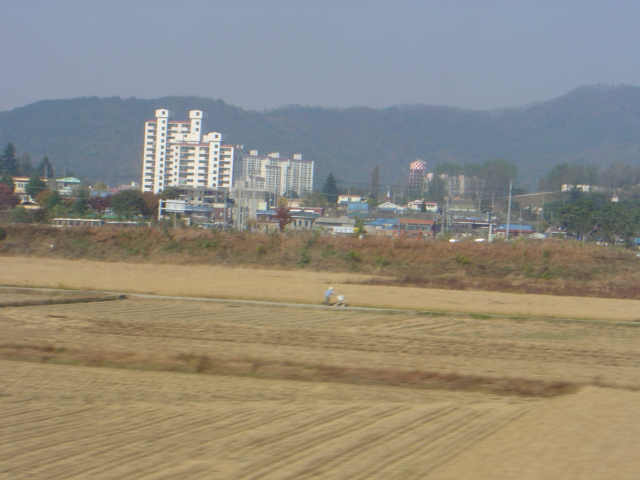
Blick auf Waegwan-eup, Chilgok-gun, aus einem Zug der Gyeongbu-Linie

Waegwan ist der Verwaltungssitz des Landkreises (Gun) Chilgok in der Provinz (Do) Nord-Gyeongsang in Südkorea. Die Stadt liegt beiderseits des Nakdonggang, der dort von verschiedenen Verkehrswegen überbrückt wird, darunter auch der Gyeongbu-Eisenbahnlinie.
In Waegwan befindet sich das Kloster Waegwan der Missionsbenediktiner sowie ein Stützpunkt der US-Armee, Camp Carroll.